# Benjamin Henocq

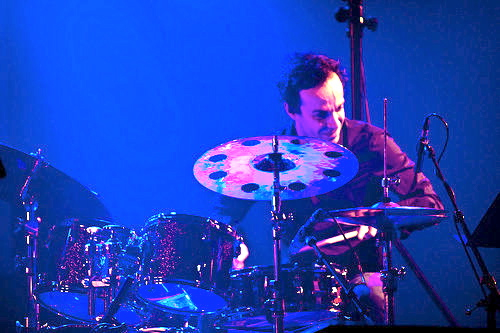
Benjamin Henocq, 2014

Benjamin Henocq (* 1977 in Frankreich) ist ein französischer Jazz- und Fusionmusiker (Schlagzeug, auch Gesang, Komposition, Arrangement).

## Leben und Wirken
Henocq stammt aus einer Künstlerfamilie: Seine Mutter ist Malerin, sein Vater ist Werbefachmann. Ab dem Alter von vier Jahren erhielt er Musikunterricht von seinem Stiefvater, einem Musiker. Er setzte seine Ausbildung auf dem Konservatorium fort, dann an Alan Silvas Institut Art Culture Perception sowie an der École Gilles et Nadia Touché.
Henocq ist seit 1985 in der Musikszene aktiv. 1994 bildete er mit Pierre de Bethmann und Christophe Wallemme das Trio Prysm, für das er auch komponierte. Mit Prysm trat er bis 2011 in zahlreichen Clubs, Konzertsälen und Festivals in Europa auf und tourte in den USA, Japan, am Persischen Golf und in Afrika. Mit Prysm spielte er fünf Alben ein, unter anderem für Blue Note Records. Mit Guillaume Orti, Benoît Delbecq und Hubert Dupont war er in der Gruppe Kartet unterwegs (Pression 1995), aus der er 1996 ausschied. Im Jahr 2000 war er mit seinem Tribute to the Headhunters auf Tournee.
Außerdem wirkte Henocq als Begleiter oder Leader in zahlreichen Formationen. Er war unter anderem mit James Taylor, Kenny Garrett, Stefano Di Battista, Mark Turner/Ravi Coltrane, Rosario Giuliani, Bob Mintzer & Nicolas Folmer sowie David Linx auf Tournee. Auch trat er mit der Nicolas Simion und der WDR Big Band auf. Weiterhin arbeitete er mit Didier Lockwood, Lee Konitz, Seiji Ozawa, Anne Ducros, Éric Le Lann, Stéphane Belmondo, Robin Eubanks, Glenn Ferris, Franck Amsallem, Enrico Pieranunzi, Antonio Faraò, Richard Galliano, Jean-Michel Pilc, Red Holloway, Sylvain Beuf, Marc Ducret, Philip Catherine, Norma Winstone, Louis Winsberg, Martial Solal, Laurent de Wilde, Denis Badault, J.F. Jenny-Clarke, Henri Texier, Michel Portal, Jon Hendricks sowie mit Le Pom (François Jeanneau – Andy Emler).

## Preise und Auszeichnungen
Mit Prym erhielt er 1995 den Prix du meilleur groupe beim Jazzwettbewerb von La Défense, wo er auch als bester Solist ausgezeichnet wurde. 1998 erhielt die Formation den Django d’Or als Gruppe des Jahres und 1999 den Choc des Chocs des Jazzman.